# Дубовые листья

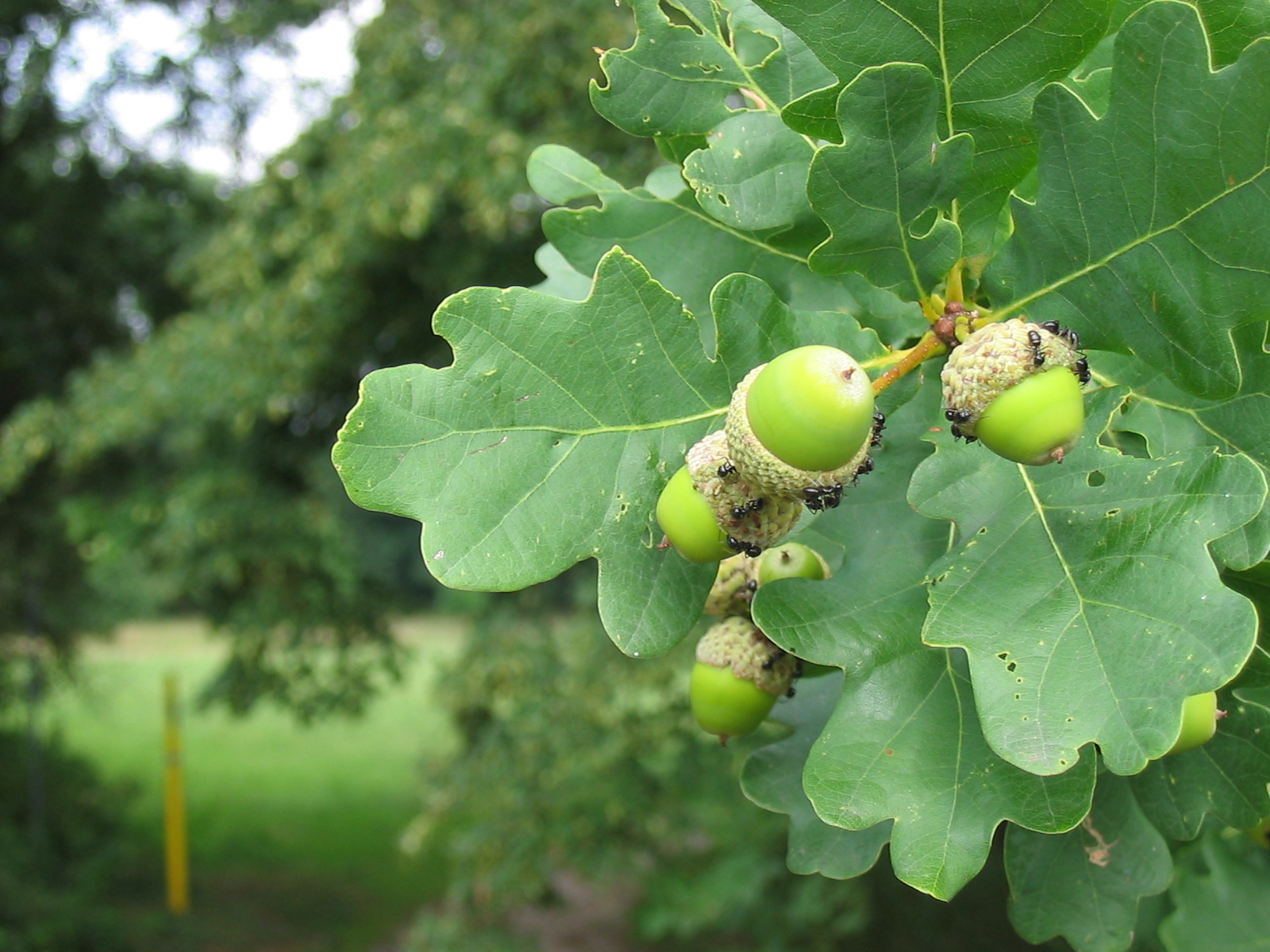
Листья дуба в природе

Дубовые листья — символ, используемый в геральдике и системе символов разных стран. Плоские или рельефные изображения листьев дуба, единичные, или собранные в пучки, можно увидеть в государственной символике, наградах, военных знаках отличия.

## Германия
Дубовые листья — один из национальных символов Германии.
Дуб в Германии издавна считается «германским» деревом. Его твёрдая древесина и характерные листья уже со времён германцев стали символами бессмертия и стойкости (сравни Ирминсуль).
В новое время, в эпоху Романтизма дуб стал символом верности.
После создания Германской империи в 1871 году дуб как символ национального единства стал очень популярным. На памятниках, государственной символике, орденах и монетах дубовые листья, дубовые веточки заменили листья лавра.
Орден Pour le Mérite и Рыцарский крест Железного креста были украшены дубовыми листями.
На фуражках Национальной народной армии кокарда была обрамлена венком из дубовых листьев.
Во времена нацистской Германии Дубовые листья являлись дополнительной наградой к ордену Рыцарский крест Железного креста. Также дубовые листья использовались на петлицах офицеров и генералов СС и различных подразделений РСХА.

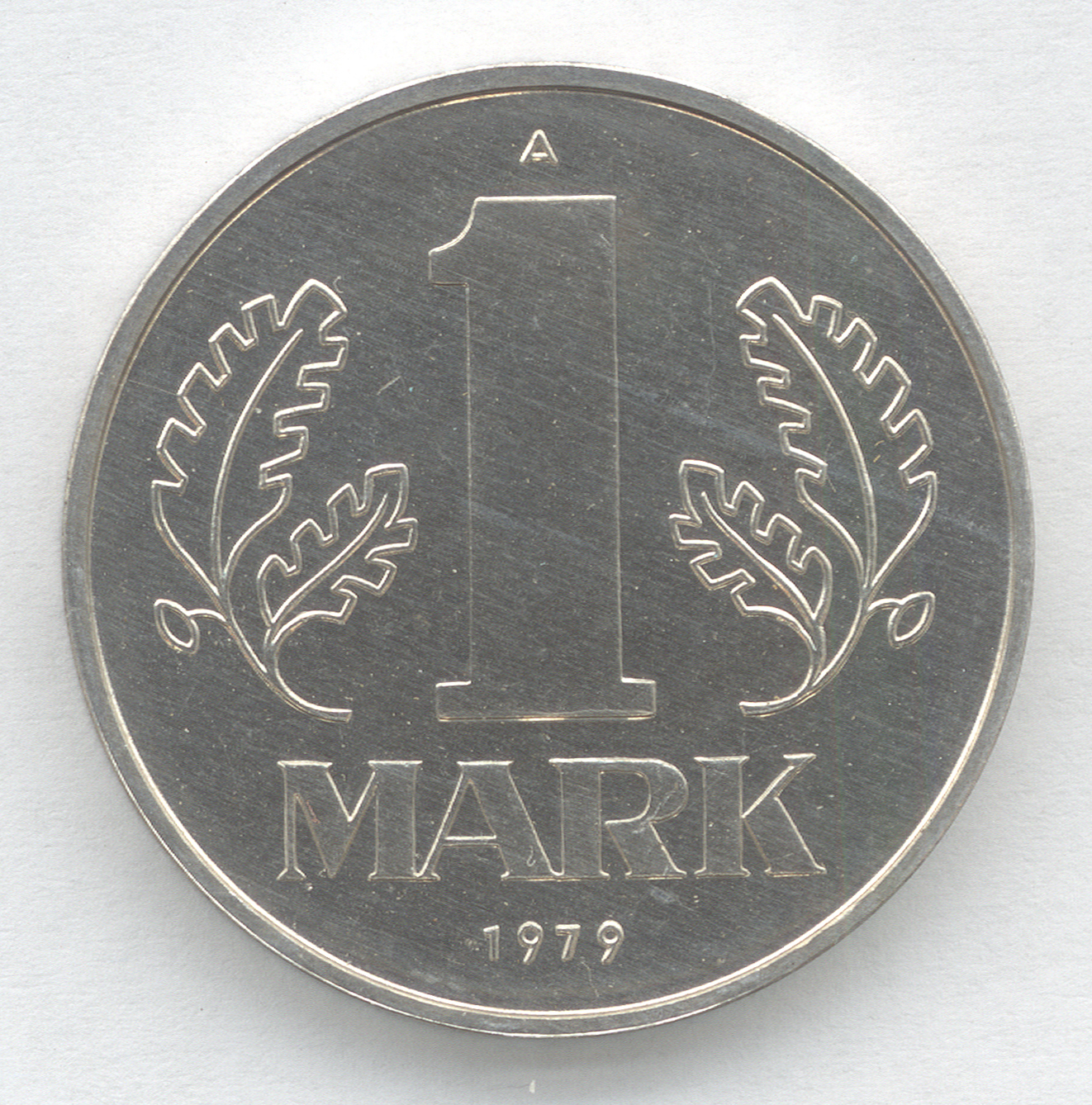
Монета ГДР, 1 марка
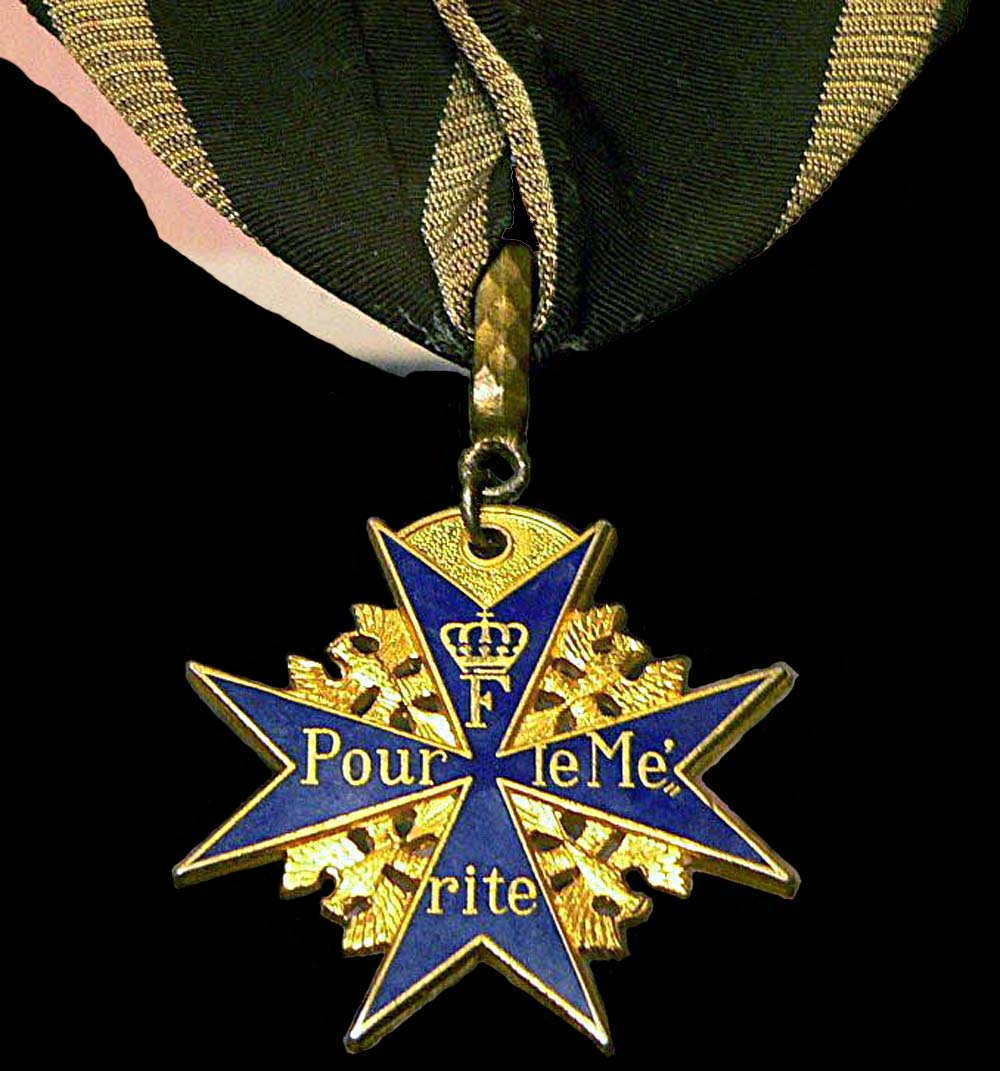
Орден «Pour le Mérite» с дубовыми листьями
Лента ордена Рыцарского креста Железного креста с Дубовыми листьями
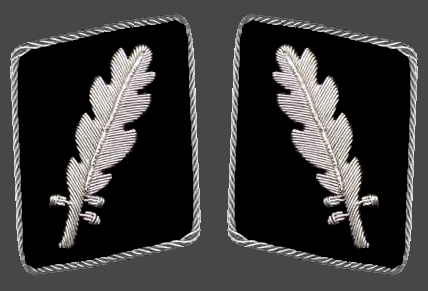
Петлицы штандартенфюрера (полковника) СС

## США
В Соединённых Штатах Америки дубовые листья используются в военной символике: являются элементом наград и знаков различия.

### Дубовые листья: дополнительный знак награды
Согласно действующим в США правилам при повторном награждении военной наградой второй знак награды (медаль) не вручается, а второе и последующие награждения обозначаются дополнительными знаками награды (англ. appurtenance, attachment, device), которые носится на орденской колодке или планке награды.
Одним из таких дополнительных знаков, обозначающих повторные награждения, являются Дубовые листья (англ. Oak Leaf Cluster, аббревиатура англ. OLC), используемые преимущественно в Армии США и Военно-воздушных силах
Этот дополнительный знак военных наград США представляет собой пучок из четырёх листьев дуба с тремя желудями на стеблях листьев. Используется 3 размерных варианта знака:
- длина пучка 13/32 дюйма (10,3 мм) — для размещения на орденских колодках полноразмерных наград;
- длина пучка 5/16 дюйма (около 8 мм) — для планок наград;
- длина пучка 7/32 дюйма (5,6 мм) — для размещения на орденских колодках миниатюрных медалей.

Знаки существуют в двух вариантах цвета: бронзовые и серебряные Дубовые листья.
Бронзовые Дубовые листья обозначают одно награждение:

1 знак бронзовых Дубовых листьев, размещенный на ленте награды, обозначает двукратное награждение данной наградой (первое награждение обозначается самой медалью или планкой)

2 знака на ленте обозначают трёхкратное награждение.

Серебряные Дубовые листья обозначают пять награждений. Таким образом, серебряный знак, размещённый на колодке медали или планке, обозначает шестикратное награждение.
На планке награды должно быть расположено не более четырёх знаков Дубовых листьев (серебряных или бронзовых). Если необходимое число награждений не может быть обозначено при помощи четырёх знаков, размещённых на одной планке, допускается ношение второй планки награды (которая считается за одну награду). Когда при последующем награждении число наград может быть обозначено знаками, размещаемыми на одной планке, ношение второй планки прекращается.
| Награждение  | Лента | Дубовые листья | Дубовые листья |
| Награждение  | Лента | Серебряные     | Бронзовые      |
| ------------ | ----- | -------------- | -------------- |
| Первое       | 1     | —              | —              |
| Второе       | 1     | —              | 1              |
| Третье       | 1     | —              | 2              |
| Четвёртое    | 1     | —              | 3              |
| Пятое        | 1     | —              | 4              |
| Шестое       | 1     | 1              | —              |
| Седьмое      | 1     | 1              | 1              |
| Восьмое      | 1     | 1              | 2              |
| Девятое      | 1     | 1              | 3              |
| Десятое      | 2     | 1              | 3              |
| Одиннадцатое | 1     | 2              | —              |
| 1. 2.        |       |                |                |

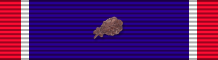
Планка креста «За выдающиеся заслуги» с Дубовыми листьями, обозначающими двукратное награждение.

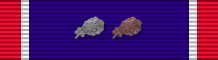
Планка креста «За выдающиеся заслуги» с Дубовыми листьями, обозначающими семикратное награждение.

Во всех видах Вооружённых сил США дубовые листья обозначают многократные награждения персональными или коллективными наградами Министерства обороны и наградами Объединённого командования (англ. Joint Service)
В Армии США дополнительный знак Дубовые листья используется для обозначения повторных награждений:
- персональными военными наградами (англ. military decoration), за исключением награждения Воздушной медалью;
- медалью «За успехи» Резерва Вооружённых сил США (англ. Army Reserve Components Achievement Medal);
- коллективными наградами подразделений (англ. unit awards)[2].

В Военно-воздушных силах Дубовые листья обозначают повторные награждения:
- персональными военными наградами;
- коллективными наградами подразделений и рядом наград за службу[3].

В Военно-морских силах, Корпусе морской пехоты, Береговой охране военнослужащие названных видов Вооружённых силах носят Дубовые листья на полученных ими наградах Армии США и Военно-воздушных сил.
В случае повторного награждения военнослужащих иностранных государств или посмертного награждения Дубовые листья могут не вручаться, вместо них вручается второй, третий и т. д. знак награды.
В Военно-морских силах, Корпусе морской пехоты и Береговой охране повторные награждения персональными военными наградами названных видов Вооружённых сил обозначаются звёздами повторного награждения, повторные награждения коллективными наградами подразделений — звёздами за службу.

### Дубовые листья в униформе
Стилизованные дубовые листья используются в качестве элемента военной формы Вооружённых сил США. Изображение листа, именуемого дубовым (хотя эмблемы похожи на каштановые листья), используется в системе американских военных знаков различия: золотой дубовый лист используется для обозначения званий майора, а в ВМС и Береговой охране — капитана 3-го ранга (лейтенант-коммандера), серебряный — подполковника и коммандера.
Дубовые листья являются элементом декора форменных фуражек офицеров в звании майора и выше в Армии США и Корпусе морской пехоты, а в ВМС и Береговой охране США — офицеров в звании коммандера и выше.

Золотой дубовый лист, используемый в знаках различия Вооружённых сил США
Серебряный дубовый лист, используемый в знаках различия Вооружённых сил США
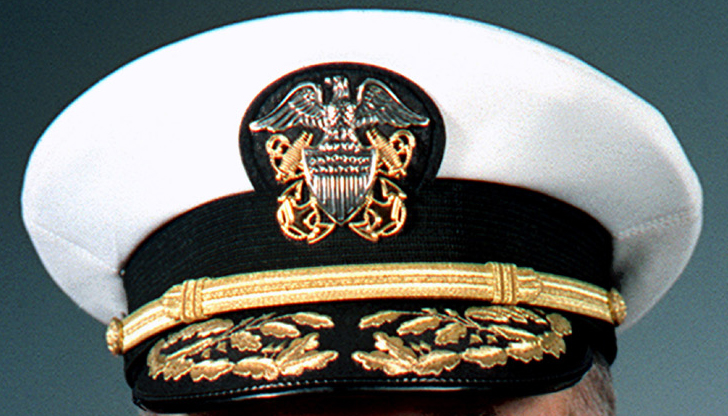
Фуражка офицера ВМС США, декорированная золотыми дубовыми листьями.